# 讷维尔莱蒂
讷维尔莱蒂（法語：Neuville-lès-This）是法国香槟-阿登大区阿登省的一个市镇，属于沙勒维尔-梅济耶尔区中西梅济耶尔县。该市镇2009年时的人口为376人。

## 人口
讷维尔莱蒂人口变化图示
| 数据来源：INSEE |